# Gruta do Gentio

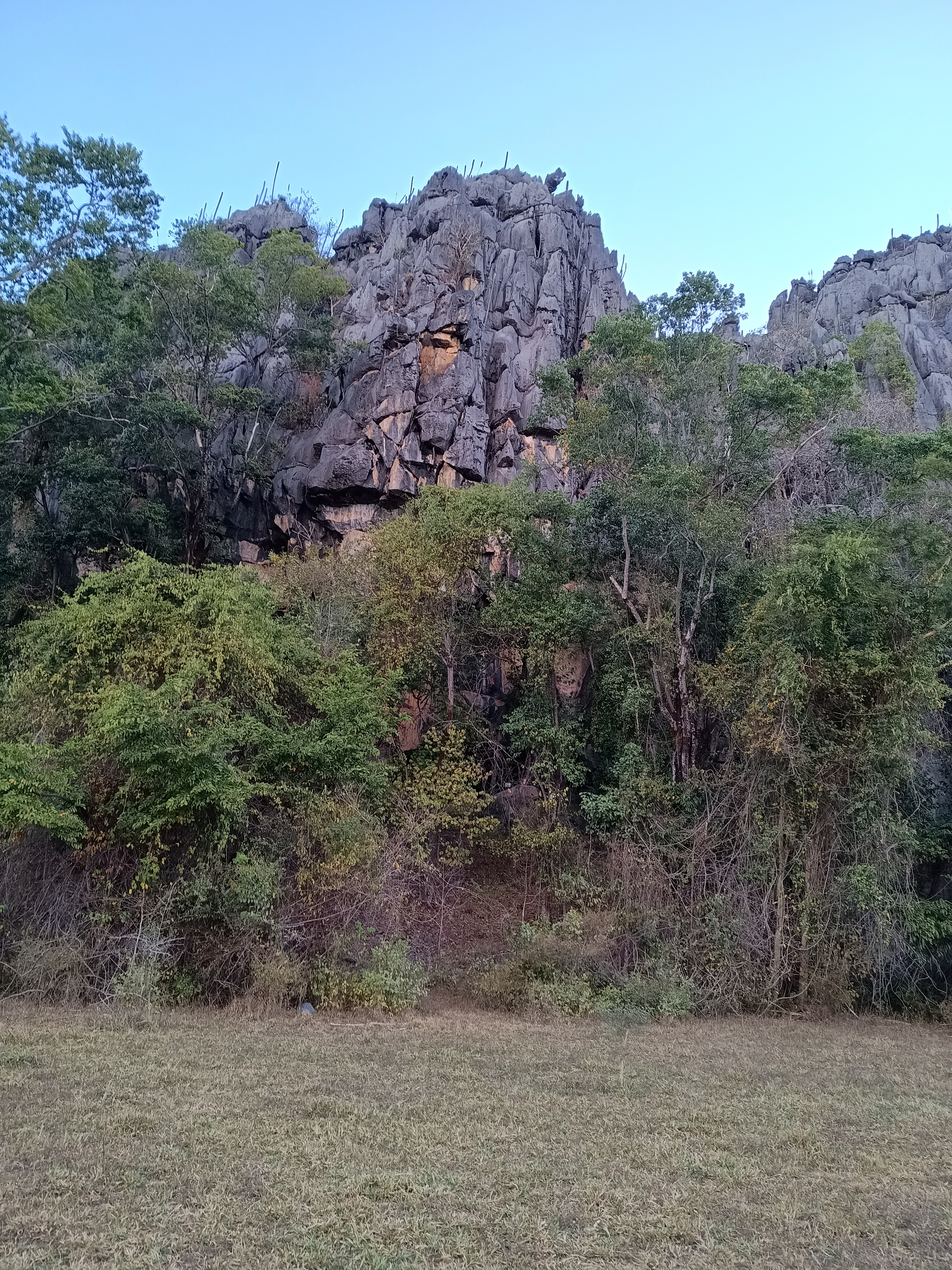
Paredão de calcário que forma a Gruta do Gentio II

Gruta do Gentio, ou Gruta do Gentio II, é um sítio arqueológico situado na fazenda Vargem Bonita a cerca de 30km da sede municipal de Unaí, no noroeste do estado de Minas Gerais, distando 180km do Distrito Federal. Possui 200 m2 de área interna e situa-se num paredão calcário com cerca de 2,5 Km de extensão.

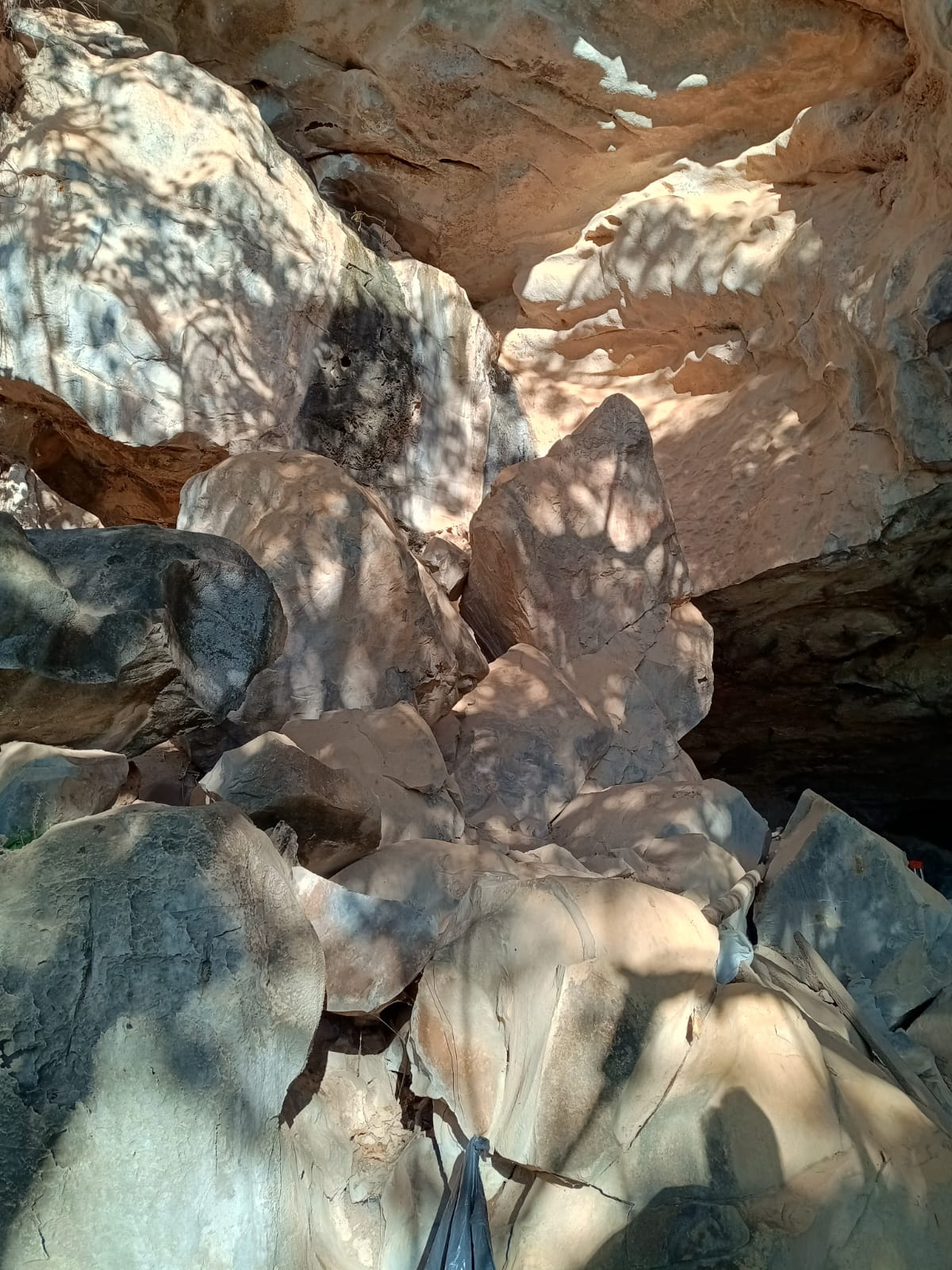
Formação calcária interna da Gruta do Gentio II

A gruta foi encontrada em 1973 pelo Instituto de Arqueologia Brasileira (IAB) e entendida como um lugar de grande potencial arqueológico. A sua identificação foi confirmada no decorrer do Programa de Pesquisas Arqueológicas do Vale do São Francisco no Estado de Minas Gerais (PROPEVALE), coordenado pelo Prof. Dr. Ondemar Dias Jr., braço do Programa Nacional de Pesquisas Arqueológicas (PRONAPA) . Ao longo das décadas, quatro etapas de escavação foram feitas após a sondagem inicial do PRONAPA: 1976, 1977, 1984 e 1987.
Considerada por arqueólogos como uma conjunção de cavernas e abrigos, a gruta apresenta os mais diversificados vestígios vegetais, humanos e animais. 

## Estrutura e Datações
As escavações e as datações arqueológicas delimitaram dois grandes momentos de estabelecimento humano na Gruta do Gentio:
Horizonte caçador-coletor (12000 a 7295 +/- 150 A.P.), associada a uma economia de caça, com a presença de líticos e restos de comida.
Horizonte horticultor (3.490 +/- 120 a 410 +/- 60 A.P.), sendo mais aproximada no tempo, está atrelada a Fase cerâmica Unaí, a mais antiga da Tradição Una encontrada no Vale do São Francisco a noroeste de Minas Gerais.  
Há interpretações que defendem a presença de um hiato, um período de abandono da gruta, entre as duas fases de ocupação. Tal desaparecimento da presença humana foi enfatizado pela ausência de carvões para datação e de vestígios de ocupação humana, correspondendo a um lapso de tempo de cerca de 3.500 anos.
No que tange a geologia do local, a gruta é explicada, na prática, pela subdivisão de 4 camadas de terra principais:
Camada IV - Camada mais antiga, datada em 10.190 +/- 120 A.P. Está atrelada ao horizonte caçador-coletor inicial, predominantemente marrom escuro e espessura de 10 cm.
Camada  lll - Camada"intermediária", que, como a camada IV, ainda representa os eventos de ocupação do horizonte caçador-coletor, com datação entre 8.595 +/- 215 e 9.040 +/- 70 A.P., é em grande parte avermelhada com vestígios de carvão. 
Camada ll - Última faixa de terra, também avermelhada, associada ao horizonte caçador–coletor. Sua parte mais acima indica uma área de súbito abandono que marca a transição para o horizonte horticultor. Possui quatro datações distintas entre 7.295 +/- 150 e 8.125 +/- 120 A.P., as demais datações são superiores a 8 mil anos. 
Camada I Inferior – Porção primária de terra associada ao horizonte horticultor. Possui desmoronamentos pontuais e grande quantidade de vestígios culturais, com datação de 3.490 +/- 120 A.P. 
Camada I Superior – Porção secundária acinzentada do horizonte horticultor, datada em 1.820 +/- 75 e 410 +/- 60 A.P, com 30 cm máximo de espessura uma grande quantidade de vestígios culturais.
De uma maneira geral, a gruta é moldada por relevos horizontais ou inclinados, com a presença de 23 blocos calcários e alterações ambientais provavelmente ligados a enterramentos.  As quatro camadas principais estão distribuídas heterogeneamente em toda extensão espacial

## Contexto Arqueológico
Após a remoção de oxidações e impurezas inorgânicas, foram encontrados vestígios de tinta avermelhada na base rochosa da gruta, abaixo das camadas mais antigas do que 10 mil anos, que podem indicar a presença de pinturas rupestres. Dentre as possíveis pinturas identificadas, lagartos, felinos, aves, cervídeos e outros aparecem nas descrições da gruta. A técnica de confecção das possíveis representações se balizava, sobretudo, em traços finos e/ou entrecuzados, algo único entre o complexo de sítios arqueológicos em Unaí.  
Além disso, as excavações sugerem fortemente que a Gruta do Gentio era um lugar cerimonial. A abertura das camadas estratigráficas no sítio evidenciaram a presença de ossos humanos e corpos mumificados naturalmente, por conta do microclima seco do local. Ao todo, 95 enterramentos e 176 indivíduos, distribuídos nas quatro camadas de ambos os horizontes de assentamento humano, foram escavados por arqueólogos e arqueólogas. No que tange ao horizonte caçador-coletor, remanescentes humanos foram encontrados em 26 enterramentos com 38 indivíduos, 7 masculinos, 4 femininos e 27 indeterminados, incluindo 13 crianças. No horizonte horticultor, foram 69 enterramentos, com 138 indivíduos bem divididos sexualmente, 29 masculinos, 26 femininos e 83 indeterminados, sendo a maior parte crianças e adolescentes.

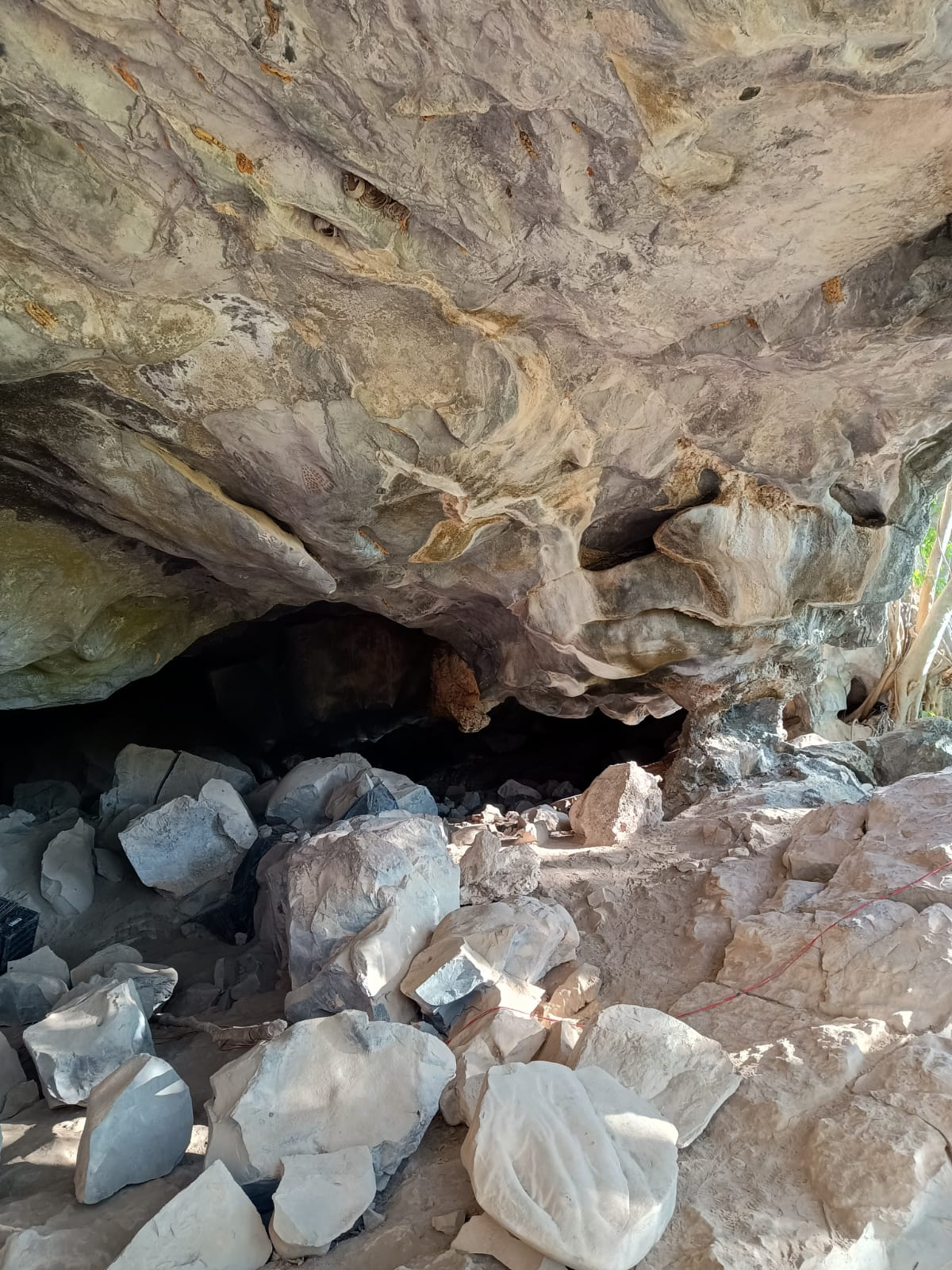
Visão interna da Gruta do Gentio II

De acordo com o Instituto de Arqueologia Brasileira,  a evidência coletada mais famosa do sítio foi uma pequena múmia natural de uma menina de aproximadamente 12 anos de idade, batizada "acauã" em homenagem a um comum pássaro na região de Unaí, cujo MtDNA a coloca como uma descendente do haplótipo A2, um dos mais antigos da América. Foi sepultada em uma prateleira natural da caverna, com diversos acompanhamentos funerários. Pernas e braços envolvidos em colares de sementes de capim navalha já lhe atribuem status de criança especial, mas um “arco de fazer fogo” atravessado ao ombro esquerdo e a raiz tuberosa (mandioca) sobre o lado direito do peito, símbolo do feminino encontrado em outros sepultamentos dessa tradição a confirmam. Foi sepultada em uma fina rede de algodão e fechando o fardo um couro de veado a protegeu por 3350 AP, até ser descoberta em 1977 pelas equipes do Instituto de Arqueologia Brasileira (IAB), em especial o professor Ondemar Dias Jr. Ainda hoje, "Acauã" é alvo de debates acalorados e sequenciadas etapas de estudo pelas mais variadas áreas, desde a biologia até a arqueologia. 
Por fim, análises de líticos mostraram evidências de rocha como o sílex, cujo potencial para confecção de artefatos de corte, ou "armas brancas", é muito alto. A escolha da matéria prima por parte dos grupos que se estabeleceram na gruta acompanhou o desenvolvimento do próprio sítio, com uma mudança na abundancia e qualidade de compostos líticos durante os dois horizontes culturais.